# 智湖站
智湖站是佛山市高明区现代有轨电车示范线的北端终点站，位于中国广东省佛山市高明区荷富路智湖停车场旁，于2019年12月30日随高明区现代有轨电车示范线的开通而启用。

## 车站结构
本站为地面岛式车站。

### 站台
本站设有一个岛式站台，位于荷富路的路中。